# ティレル・015
ティレル・015（Tyrrell 015）は、ティレルが1986年のF1世界選手権参戦用に開発したF1マシン。設計はモーリス・フィリップ。ルノー製V型6気筒ターボエンジンのEF15を搭載する。最高成績は4位。

## 概要

### 開発
015は前年途中で完成したチーム初のターボカー、014の発展改良型である。そのためノーズからコクピットまでのデザインが014からほぼ引き継がれ、コクピット周囲のラインがわずかになだらかにリファインされた。014では大柄で角ばっていたエンジン上部のカウルが015では低くフィットしたフォルムに改良された。一番大きな変更点はサイドポンツーン内部のラジエーターの配置方法で、特にエアアウトレットの位置はサイドにあったものが上面へ移設、車高をより低くしてリアウイング翼面への空気をきれいに整理する意向が現れていた。リアウイングは前年終盤から014に投入されていた大型のものが015でも引き続き採用され、ターボパワーを巨大なウイングで押さえつけダウンフォースを得るというターボカー時代に他チームでも多く見られた思想が取り入れられた。
エンジンはルノー・ターボであるが、ルノーを使用する3チーム（チーム・ロータス、リジェとティレル）の中で最新スペックはアイルトン・セナを擁するロータスに与えられ、ティレルへ供給されたエンジンの仕様はリジェよりも旧スペックの物であり、エンジンパワーも3チームの中で最も低かった。しかし、エンジン契約金額はリジェより低額で済み、経済的であった。
前年大きなスポンサーと契約できず、資金難に苦しみながら参戦を続けたティレルだったが、この1986年からコンピュータ開発企業・データゼネラルとのタイトルスポンサー契約獲得に成功。ホワイトを基調に濃紺のツートンカラーとなり、サイドポンツーン上面には同社のコーポレートカラーに合わせた赤いラインが描かれた。

### 1986年シーズン
ドライバーは三年契約の最終年となるマーティン・ブランドルと、リジェ・ルノーから移籍したフィリップ・ストレイフがドライブする。ストレイフはルノーの奨学制度で初期のドライバーキャリアから歩んでおり、その推薦もあっての起用だった（前年にも1戦ティレル・ルノーに起用されていた）。
データゼネラルによるスポンサードが決まるまで新車製作を開始できなかったため、015の完成はシーズン開幕に間に合わず、第3戦までは014が使用された。ブランドルは015のデビューレースとなった第4戦モナコGPでその年のチームの予選最高順位である10位を獲得。チームにとってトップ10グリッドの獲得は久しぶりの事であった。ティレルにとって初の（そして唯一の）ターボエンジンで全戦を戦うシーズンとなったが、モナコから投入された015は前作と同じく特別な速さを持ったマシンではなく、同年にルノー・ターボを使用する3チーム（ロータス、リジェとティレル）の中でティレルは唯一表彰台を獲得できなかった。第8戦フランスGPでは43周目にストレイフのマシン後部から出火し緊急ピットイン。しかしコースマーシャルの消防車は消火に手間取り、1分近く車が炎上し続けたため、015は修復できないほど破損した。それでも、第9戦イギリスGPで5位と6位、最終戦オーストラリアGPで4位・5位と両戦とも上位チームのリタイヤが多かったレースで二度のダブル入賞を果たし、11ポイントを獲得。コンストラクターズランキング7位と前2年と比べればティレルが上昇出来たシーズンとなった。
オーストラリアGPで4位を得たブランドルのゴールはギリギリであった。最後に燃料切れになっていたもかかわらず4位でフィニッシュラインを越えることが出来た。彼はチームメイトのストレイフが前周に燃料切れでリタイアしたのを引き継いでの4位であった（ストレイフも完走扱いとなり5位）。
015はティレルが走らせた最後のターボF1であった。FIAが1988年限りでのターボエンジン出走禁止と、翌1987年よりNAエンジンの3.5リットル化を決定したことを受けて、ルノーがF1からの撤退を発表。するとオーナー監督のケン・ティレルは87年に参戦するための新たなターボ・エンジンを探すのではなく、すぐにフォードとNAエンジン契約を結んだ。ティレルは「私は1977年にターボエンジンが登場してから一貫してターボはF1の邪道であると言い続けた。NAの復活によって本当のグランプリが戻ってくるよ。去年途中で私はターボを載せる決断をした。悲しい事だが、F1を続ける以上、その流れに従うしかなかったんだ。それで古いバージョンのルノー・ターボでお茶を濁してきたというわけさ。」と自身のターボ嫌いを認める発言を残している。翌1987年用のDG016にはコスワース DFZを搭載し参戦した。

## F1における全成績
(key) （太字はポールポジション）
| 年     | チーム                          | エンジン                        | タイヤ | No. | ドライバー | 1   | 2   | 3   | 4   | 5   | 6   | 7   | 8   | 9   | 10  | 11  | 12  | 13  | 14  | 15  | 16  | ポイント | 順位 |
| ------ | ------------------------------- | ------------------------------- | ------ | --- | ---------- | --- | --- | --- | --- | --- | --- | --- | --- | --- | --- | --- | --- | --- | --- | --- | --- | -------- | ---- |
| 1986年 | データゼネラル チーム・ティレル | ルノー・ゴルディーニ EF15 V6 tc | G      |     |            | BRA | ESP | SMR | MON | BEL | CAN | DET | FRA | GBR | GER | HUN | AUT | ITA | POR | MEX | AUS | 11*      | 7位  |
| 1986年 | データゼネラル チーム・ティレル | ルノー・ゴルディーニ EF15 V6 tc | G      | 3   | ブランドル |     |     |     | Ret | Ret | 9   | Ret | 10  | 5   | Ret | 6   | Ret | 10  | Ret | 11  | 4   | 11*      | 7位  |
| 1986年 | データゼネラル チーム・ティレル | ルノー・ゴルディーニ EF15 V6 tc | G      | 4   | ストレイフ |     |     |     | 11  | 12  | 11  | 9   | Ret | 6   | Ret | 8   | Ret | 9   | Ret | Ret | 5   | 11*      | 7位  |

* ティレル・014による2ポイントを含む。

## 注
1. ↑  Statsf1.com
2. 1 2  TYRRELL データ・ジェネラルの広告は不公平なリードと言った　グランプリ・エクスプレス '87ベルギーGP号 20-21頁 山海堂 1987年6月5日発行
3. ↑  Tyrrell 015 Revs Institute